# 李群 (运动员)
李群（1972年2月—），黑龙江省人，中国前篮球运动员、教练，司职组织后卫，曾任广东宏远队主教练。

## 生平
1986年进入哈尔滨市篮球队接受训练。
1992年成为广州军区篮球队的当家组织后卫。
1995年广州军区篮球队解散后，李群转投广东宏远队；
2000年奥运会入选国家队，担任替补组织后卫。
2001年起兼任助理教练，2004年至2006年连续三年率队获得CBA总冠军。2006年赛季结束后，李群宣布退役。
2006年5月22日出任广东宏远主教练到2007年。
后出任东莞新世纪马可波罗队领队兼助理教练，同时他还是中国篮协东莞篮球学校校长。
2015年出任深圳马可波罗主教练。2016年3月4日离开球队。